# Муравьёв, Николай Николаевич
Никола́й Никола́евич Муравьёв (15 сентября 1768, Рига, Лифляндская губерния, Российская империя — 21 августа 1840, Москва, Российская империя) — русский командир эпохи наполеоновских войн, генерал-майор, создатель и руководитель Московского училища колонновожатых, владелец усадеб Осташёво (Долголядье) и Сырец.

## Биография
Происходил из рода Муравьёвых. Сын Николая Ерофеевича Муравьёва (1724—1770), генерал-инженера, сенатора. Получил образование в Страсбургском университете и в 1774 году записан в службу, в 1776 году — сержант лейб-гвардии Преображенского полка, 27 марта 1778 года переписан в мичманы флота.
В 1788 году в чине лейтенанта участвовал в сражении со шведами при Гогланде, а в 1790 году, командуя галерой «Орёл», принимал участие в сражении при Роченсальме, обнаружив удивительное мужество, решительность и отвагу. Когда перед самым началом боя Муравьёв подошёл к адмиральскому кораблю и спросил, где ему следует находиться в бою, адмирал Литта ответил ему: «Un homme d’honneur saura trouver sa place» («Человек чести сумеет найти своё место»). Тогда Муравьёв под всеми парусами пошёл на неприятельскую линию, став между шведскими кораблями, открыл по ним огонь с обоих бортов: галера его была разбита, а сам он, раненый осколком гранаты, был взят в плен. По заключении Верельского мира вернулся в Петербург и состоял адъютантом при графе Нассау-Зигене и адмирале Сенявине.
Затем он командовал так называемой золотой яхтой «Екатерина» и фрегатом гребного флота «Святой Павел». В начале царствования Павла I (в 1796 г.) был переведён подполковником в гусарский генерал-майора Дунина полк, в котором прослужил год, после чего вышел в отставку и поселился в Москве у своего престарелого и раздражительного отчима князя А. В. Урусова, поручившего ему ведение своих дел.
В 1807 году при формировании земского войска в Московской губернии Муравьёв был назначен адъютантом при графе Н. С. Мордвинове и в это время составил упрощённый устав пехотной службы, который и был применён ко всему этому войску. После Тильзита снова вышел в отставку.
В конце 1810 года его сын Михаил, в то время студент, основал «Московское общество математиков», целью которого было распространение в России математических знаний и издание переводов с иностранных языков лучших математических сочинений. Выбранный президентом вновь возникшего общества, Николай Николаевич принял в этом деле самое живое участие.
В 1812 году снова вступил в военную службу, за энергичное участие в обучении ополченцев военному делу произведён в полковники, назначен начальником штаба ополчения 3-го округа. В 1813 году принимал участие в военных действиях при блокаде Дрездена, Магдебурга, Гамбурга и в многочисленных боях. Награждён за отличия золотой саблей и чином генерал-майора.
По окончании войны, в 1815 году, покинул службу и отдался преподаванию военных наук. В унаследованном от князя Урусова селе Долголядье, Волоколамского уезда, он основал в 1816 году «Московское учебное заведение для колонновожатых» и в течение почти 8 лет на свои средства содержал его и был его председателем, пока князь П. М. Волконский не исходатайствовал разрешение Государя производить его воспитанников прямо в офицеры по квартирмейстерской части. Издал переведённый Колошиным «Курс фортификации» Беллавена (М., 1816).
12 декабря 1817 года награждён орденом Святой Анны 1 степени.
Расстроенное здоровье и пошатнувшиеся денежные дела заставили Муравьёва 15 февраля 1823 года окончательно выйти в отставку с мундиром и поселиться в Москве. Он был также одним из основателей Московского общества сельского хозяйства и Земледельческой школы и завёл образцовую ферму на Бутырках, под Москвой. Составил «Наставление о приведении в порядок управления скотными дворами» (М., 1830); С примечаниями Муравьёва и Е. Крюда вышли «Основания рационального сельского хозяйства» А. Тэера, в переводе С. Маслова (M., 1830—1835). В примечаниях к этому переводу Муравьёв, разбирая вопрос о сравнительной выгодности крепостного и свободного труда, доказывал, что «работа наёмными людьми в России будет самым неосновательным и разорительным предприятием, доколе цена хлеба не возвысится, цена наёмным работникам не уменьшится и число их не увеличится», что «в России нет другого средства производить полевые работы, как оседлыми крестьянами».
Умер в Москве в 1840 году от водяной болезни (водянки).

## Семья

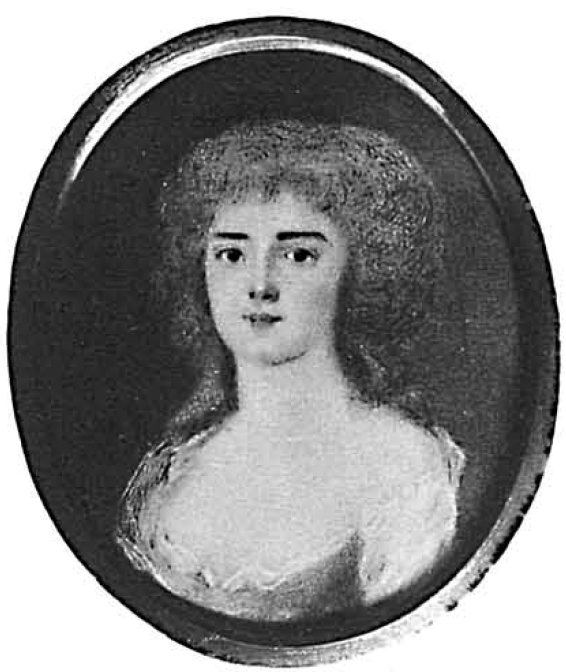
Александра Михайловна

Жена (с 22 мая 1791 года) — Александра Михайловна Мордвинова (10.06.1770—23.04.1809), дочь Михаила Ивановича Мордвинова (16.11.1725—18.10.1782) от его брака с Екатериной Александровной Саблуковой (06.08.1747—022.12.1823). Сын Н. Н. Муравьёв-Карский так писал о матери в своих «Записках»: 
Наружность её соответствовала её прелестным качествам. Причиною кончины её было то, что она хотела, вопреки совету врачей, сама кормить сына Сергея, дабы не обидеть его против старших детей, которых сама вскормила. Кончины её были ещё причиною заботы и труды, перенесённые почти на исходе беременности при постели старшего сына Александра, находившегося при смерти. Над могилой, по её желанию, посадили любимое её дерево — акацию.
 Супруги Муравьёвы похоронены на территории Новодевичьего монастыря в Москве (захоронения не сохранились). У четы родилось пять сыновей и дочь:
- Александр (1792—1863) — декабрист, создатель «Союза спасения»
- Николай (1794—1866)— военный и государственный деятель;
- Михаил (1796—1866) — граф, государственный деятель;
- Софья (04.08.1804[4]—26.06.1819[5]) — замужем не была.
- Андрей (1806—1874) — духовный писатель, путешественник по святым местам
- Сергей (14.04.1809[6]—16.08.1874)

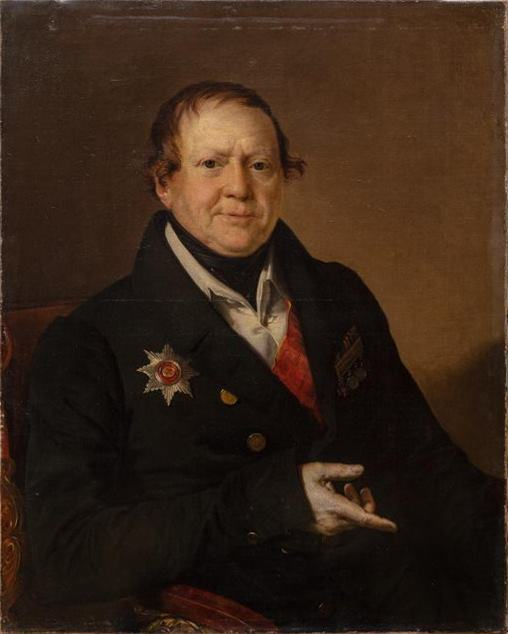
Николай Николаевич Муравьев, портрет 1836 г.
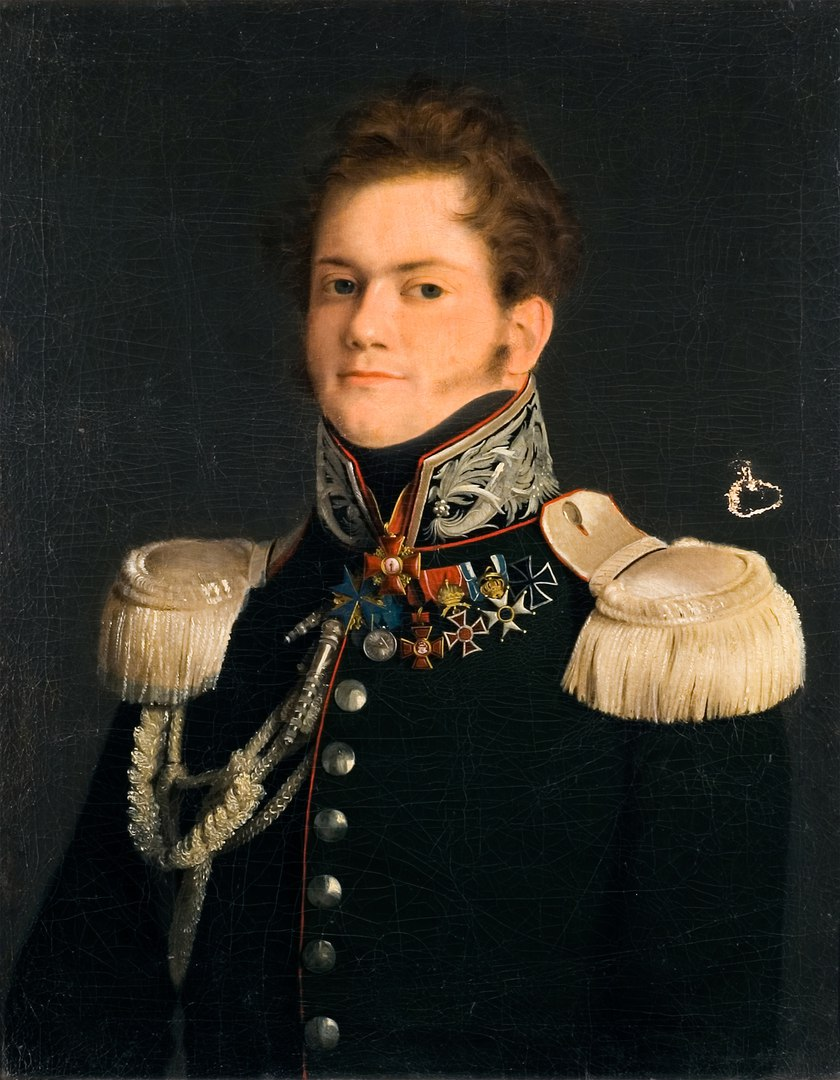
Александр Николаевич Муравьёв, сын
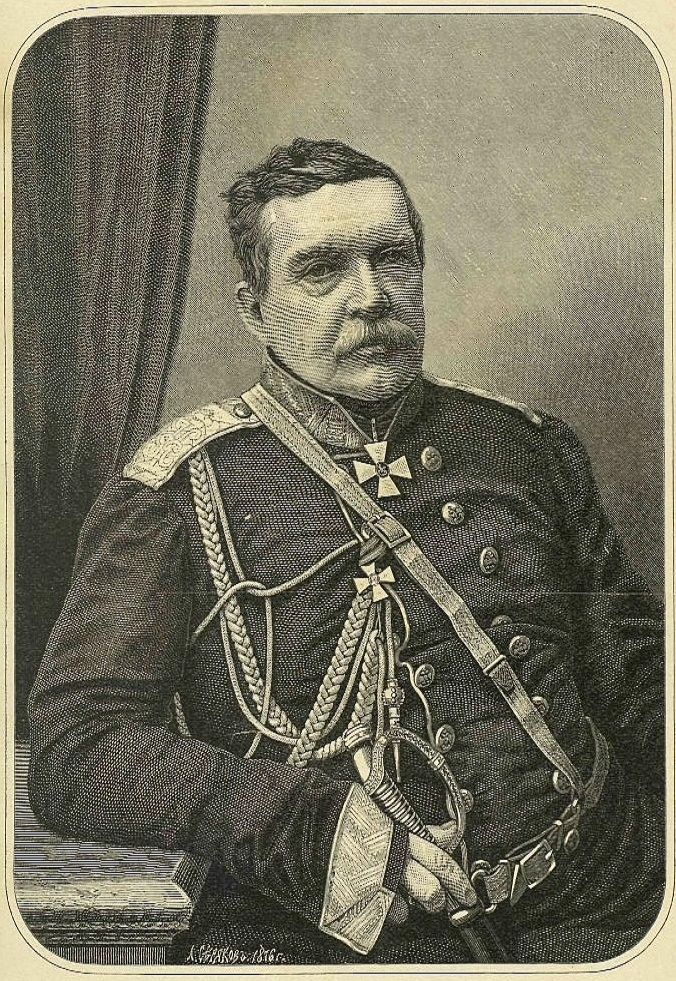
Николай Николаевич Муравьёв-Карский, сын
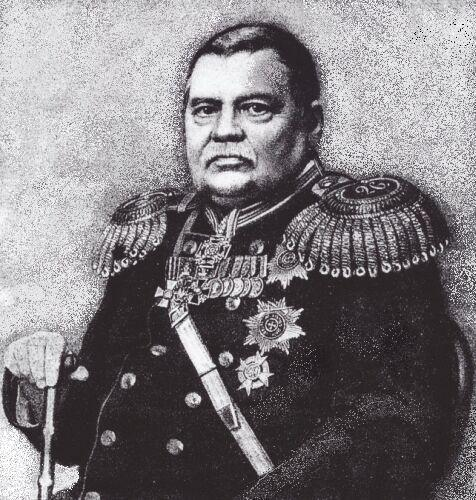
граф Михаил Николаевич Муравьёв-Виленский, сын
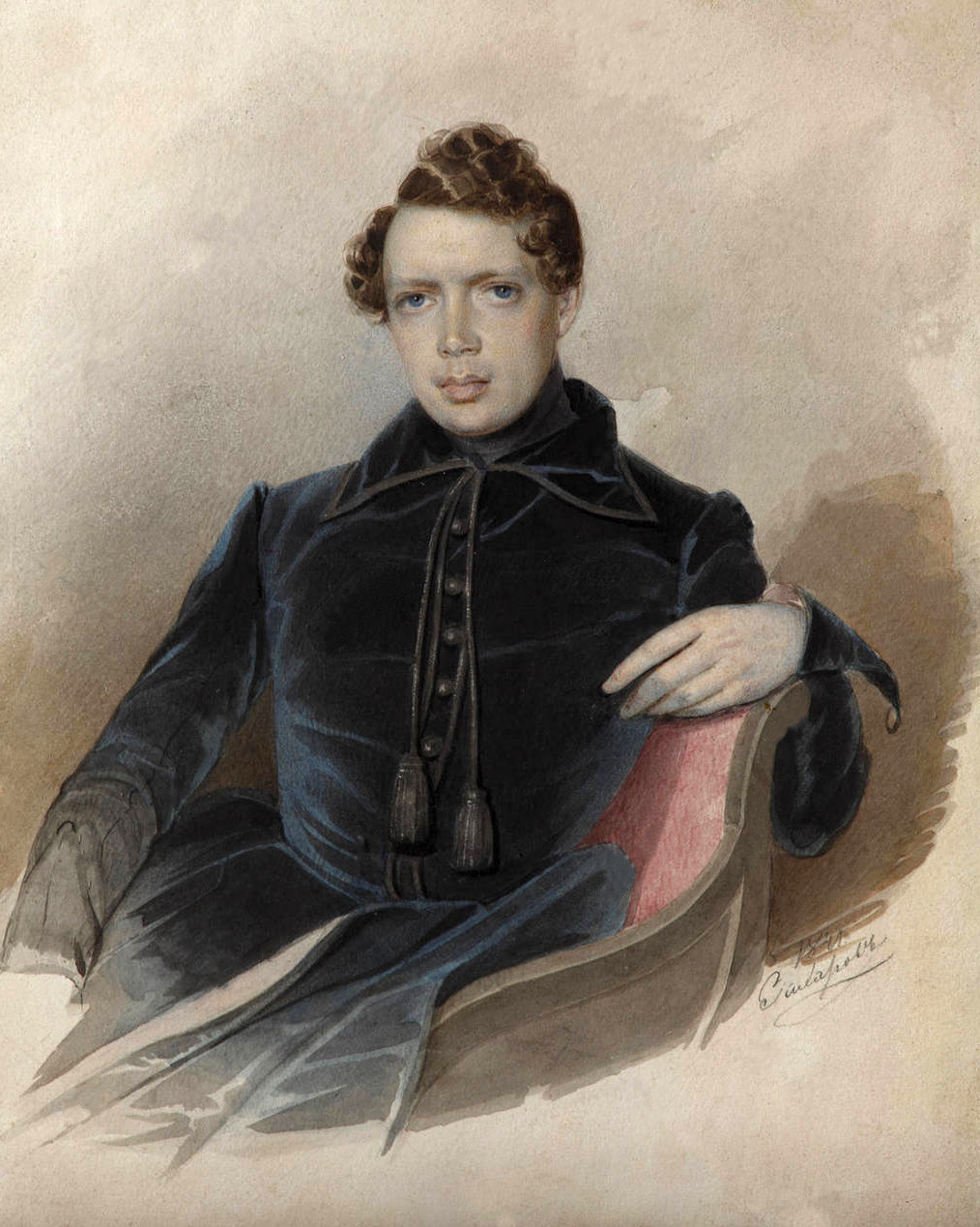
Андрей Николаевич Муравьёв, сын